# Katarina Olausson Säll
Gunilla Katarina Olausson Säll, född Enskog 28 juni 1945 i Bromma, är en svensk konstnär. Hon är syster till författaren Barbro Lindgren.
Olausson Säll, som är dotter till civilingenjör Georg Enskog och Maja Löfstedt, studerade vid Konstfackskolan 1963–1967 och vid Kungliga Konsthögskolan 1969–1974. Hon har illustrerat böcker till bland andra Barbro Lindgren, Rose Lagercrantz och Gunilla Lundgren. Hon har hållit separatutställningar i Stockholm och på konstmuseet i Vetlanda samt deltagit i samlingsutställningar i Västerås, Göteborg, Eskilstuna, Mannheim och Warszawa. Hon har utfört väggmålningar öronakuten och ortoped-kirurgiska mottagningen för barn på Södersjukhuset och i personalrum på Vårdhögskolan i Stockholm. 
Hon ingick äktenskap första gången 1966 med konstnär Lennart Olausson och andra gången 1985 scenograf Örjan Säll.